# Leonard van de Kasteele
Leonard van de Kasteele (Den Haag 10 december 1817- Santpoort, 28 juni 1856) was een Nederlands waterbouwkundig ingenieur. Hij was na zijn studie in Delft werkzaam bij de Algemene Dienst van de Waterstaat en vervolgens arrondissementsingenieur te Utrecht en Zwolle.

## Opleiding en eerste werkkring
Hij was de zoon van mr. J.C. van de Kasteele, wethouder en lid van de Tweede Kamer.Hij volgde het gymnasium in Den Haag en ging daarna als praktikant als bouwkundige werken.Er was bij de oprichting van de Koninklijke Militaire Academie in 1828 bepaald dat voor toelating tot het examen voor de waterstaat deze opleiding niet meer verplicht was. Daarom besloot hij om dit examen te doen, wat hij met goed gevolg aflegde. Daaropvolgend werd hij in 1840 benoemd tot aspirant-ingenieur, me als voorwaarde dat als er kadetten van de KMA zouden afstuderen, deze in ranglijst boven hem geplaatst zouden worden. Hij kwam bij de Algemene Dienst in Delft te werken, waar hij zich bezig hield met waterpassingen en het maken van rivierkaarten.

## Arrondissementsingenieur in Utrecht en Zwolle
In 1842 werd hij benoemd als arrondissementsingenieur in Utrecht, waar hij werkte aan de verbetering van de afwatering van de Gelderse Vallei. Ook was hij de bouwmeester bij de verbouwing van de Rijksmunt in Utrecht.
In 1845 werd hij benoemd als arrondissementsingenieur in Zwolle, verantwoordelijk voor het zuidelijk deel van de provincie Overijssel.In deze functie kreeg hij vier maanden verlof wegens de ziekte en het overlijden van zijn echtgenote.

## Overijsselse kanalen
In 1848 werd hem gevraagd een beoordeling te geven van de plannen om in Overijssel een kanalennet aan te leggen. Dit rapport met bijbehorende kaart was van Thomas Stieltjes en Willem Constantijn Arnold Staring. In 1850 woonde hij kort in Deventer, maar ging daarna weer terug naar Zwolle. In dat jaar kreeg hij verlof voor onbepaalde tijd uit Rijksdienst, en werd per 1 april 1851 directeur van Overijsselsche Kanaalmaatschappij. Stieltjes werd benoemd als ingenieur bij deze maatschappij. Samen met Stieltjes schreef hij in 1851 het "Rapport over de verbinding van de Eems bij Hanekensveer met de Overijsselsche kanalen te Almelo".
Met Stieltjes ging hij in 1851 naar Frankrijk voor een werkbezoek aan sluizen en stuwen. Er werd met spoed een aanvang gemaakt het de aanleg van de Overijselse kanalen. Het kanaal Zwolle - Almelo en de zijkanalen naar de Vecht en naar Deventer werden onder van de Kasteele's beheer begonnen en drie stuwen, twee in de Vecht en een in de Regge, werden ten behoeve van de voeding van de kanalen aangelegd. Vanwege deze werkzaamheden verhuisde hij in 1853 van Zwolle naar de stuw bij Hankate, waar het het Overijssels kanaal  de Regge kruist.
In 1854 werd hij (ondanks zijn verlof) bevorderd tot ingenieur 1e klasse. Maar zijn zwakke gezondheid en de werkdruk ondermijnde zijn geestelijke gezondheid en hij vroeg daarom ontslag als directeur van de maatschappij. Hij kreeg dit ontslag in 1854 en werd opgenomen in het psychiatrisch ziekenhuis "Meer en Berg" (Meerenberg)  in Santpoort (Bloemendaal), waar hij in 1856 overleed. Wel bleef hij tot zijn overlijden ingenieur van de waterstaat met verlof.

## Privé
Hij trouwde op in 1844 met Maria Margaretha Heijligers, zij kregen een zoon die binnen een jaar overleden is. Maria overleed in 1846. Hij hertrouwde in 1848 met Wilhelmina Johanna Henriette Schlingemann, bij wie hij twee zonen kreeg (1849 en 1851). Hij is overleden in het sanatorium in Bloemendaal, maar was nog bij de gemeente Zwolle ingeschreven, vandaar zat zijn overlijdensakte in Zwolle opgemaakt is.
- Biografisch Portaal: 57140574
- Digitale Bibliotheek voor de Nederlandse Letteren: kast007